# James May
James Daniel May (Bristol, 16 de enero de 1963) es un presentador de televisión y periodista británico. Es conocido principalmente por su papel de copresentador en el programa Top Gear junto a Jeremy Clarkson y Richard Hammond. En el programa es apodado Captain Slow («Capitán Lento») por su estilo de conducción mesurado. Ha moderado otros programas acerca de temas diversos que incluyen ciencia y tecnología, juguetes, cultura del vino y los aprietos de la masculinidad en tiempos modernos. Escribió una columna para la sección automovilística del diario The Daily Telegraph.

## Infancia
James May nació en Bristol como parte de una familia de cuatro hermanos; tiene dos hermanas y un hermano. En su infancia estuvo en el colegio Caerleon Endower Junior School en Newport. Pasó su adolescencia en Yorkshire del Sur, donde asistió a la escuela Oakwood Comprehensive School, en Rotherham, y fue miembro del coro infantil de la iglesia Whiston Parish. Sabe tocar la flauta y el piano. Estudió música en la Universidad de Lancaster. Después de graduarse, trabajó en un hospital de Chelsea como empleado en la oficina de registros y estuvo un breve tiempo en el servicio civil.

## Vida personal
May vive en Hammersmith, Londres, con la crítica de baile Sarah Frater, con quien mantiene una relación desde el año 2000. El 15 de julio de 2010 recibió un doctorado honorario en literatura de la Universidad de Lancaster.
Posee varios coches, entre ellos, un Bentley T2, un Rover P6, un Fiat Panda, un Mini Cooper, un Rolls-Royce Corniche, un Jaguar XJS, un Range Rover, un Lancia Beta, un Citroën Ami, un Ferrari F430, un Ferrari 458 Speciale, un Porsche Boxster S y varias motocicletas. En octubre de 2006 recibió la licencia para pilotar avionetas. Tuvo una avioneta Luscombe 8A Silvaire y una American Champion 8KCAB Super Decathlon.